# 페슈트

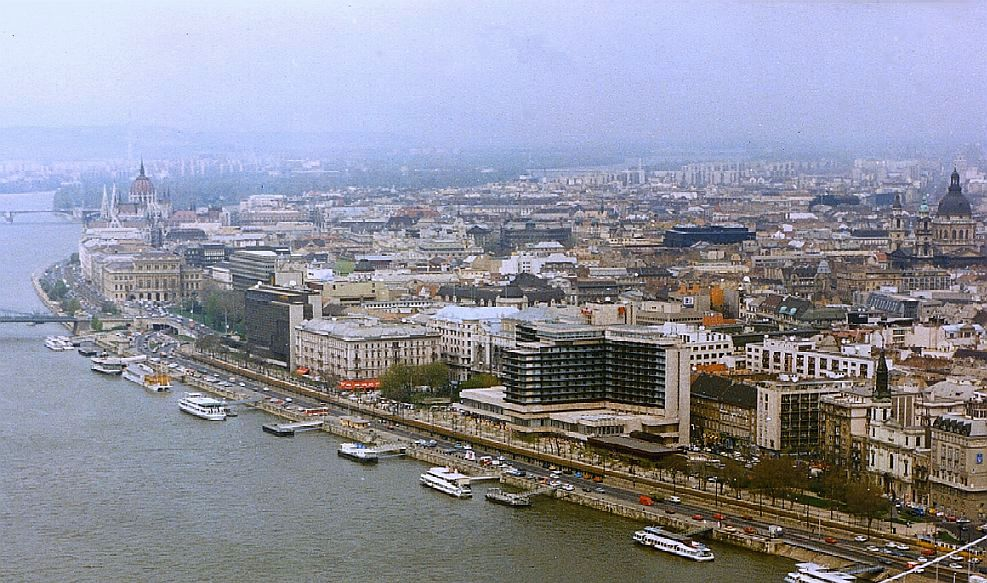
페슈트

페슈트(헝가리어: Pest)는 헝가리 중심부에 위치한 지역으로, 부다페스트 동부 지역이다. 도나우강 왼쪽에 위치하며 강 건너 부더와 결합되어 발전했다.

## 같이 보기
- 부다페스트
- 페슈트주
- 부더